# Église Saint-Pierre d'Andenelle
L'église Saint-Pierre d'Andenelle, dite « église des Sarrasins », est une église romane et néo-romane située à Andenelle, section de la commune belge d'Andenne, en province de Namur.
Il s'agit d'une des trois églises romanes de la commune d'Andenne, aux côtés de Saint-Étienne de Seilles et de Saint-Maurice de Sclayn.

## Historique
L'église Saint-Pierre, également appelée « église des Sarrasins », conserve une tour et une nef romanes du XIIe siècle.
En 1860, ces parties anciennes sont amplifiées par un transept et un chœur néo-romans.
Peu après, en 1923, ce sont les collatéraux qui sont reconstruits en style néo-roman. Cette même année, la face ouest de la tour romane reçoit un nouveau parement.

## Classement
La tour et nef centrale, qui constituent les parties anciennes de l'église, font l'objet d'un classement au titre des monuments historiques de Wallonie depuis le 8 février 1946 sous la référence 92003-CLT-0008-01.

## Architecture extérieure

### Tour romane
À l'ouest, l'église présente une forte tour romane carrée en moellons dont le rez-de-chaussée est séparé des étages par un biseau.
Percée d'un oculus au rez-de-chaussée, elle est agrémentée d'ancres de façade à tous les niveaux.
Le dernier niveau est percé sur chaque face d'une baie campanaire cintrée à abat-sons et est surmonté d'une flèche pyramidale couverte d'ardoises portant la croix en fer forgé et le coq.
La façade ouest est recouverte d'un parement de moellons bruns datant de 1923, qui contraste avec les moellon gris assemblés en petit appareil des autres faces.

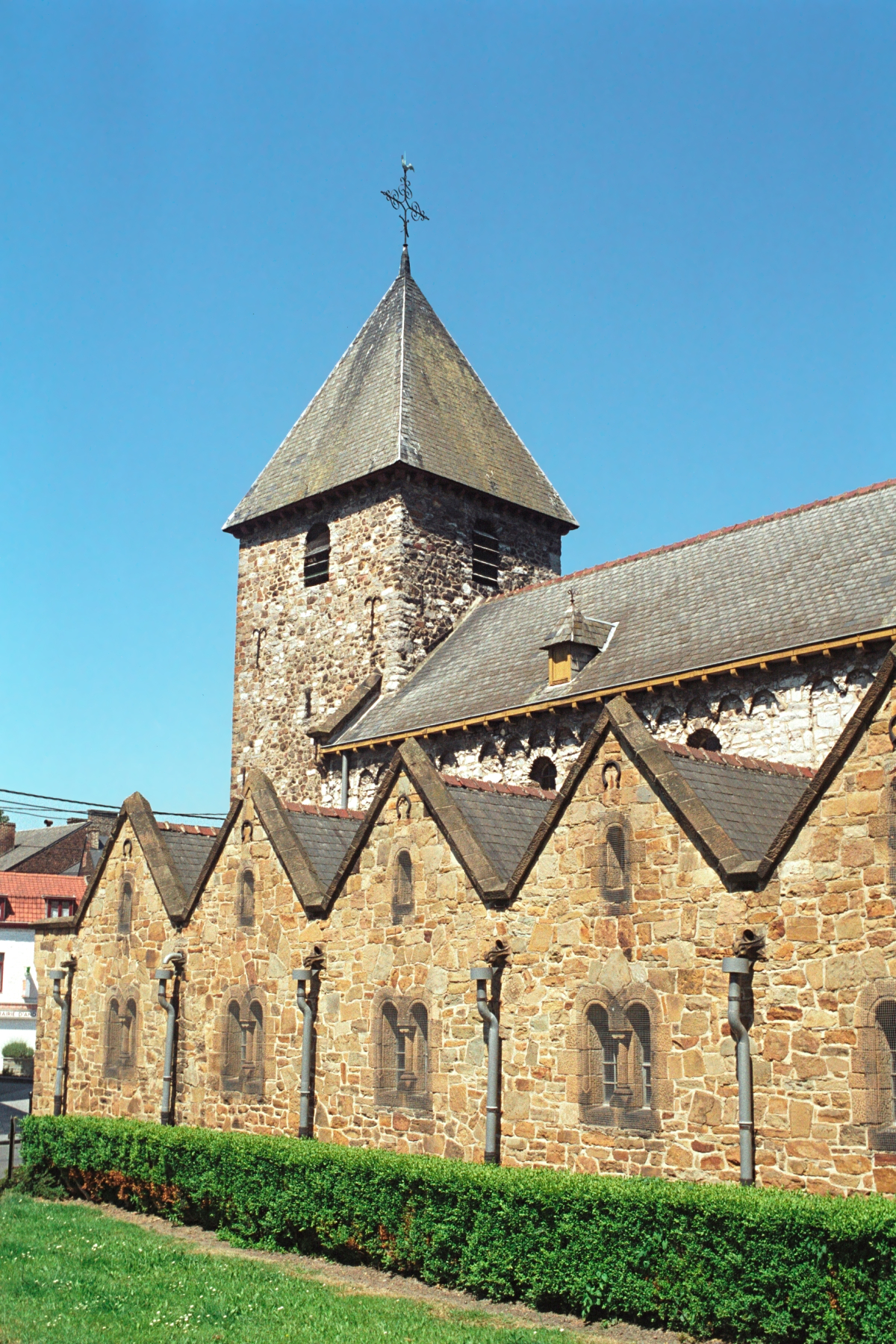
La face sud de la tour, en moellons gris d'époque romane.
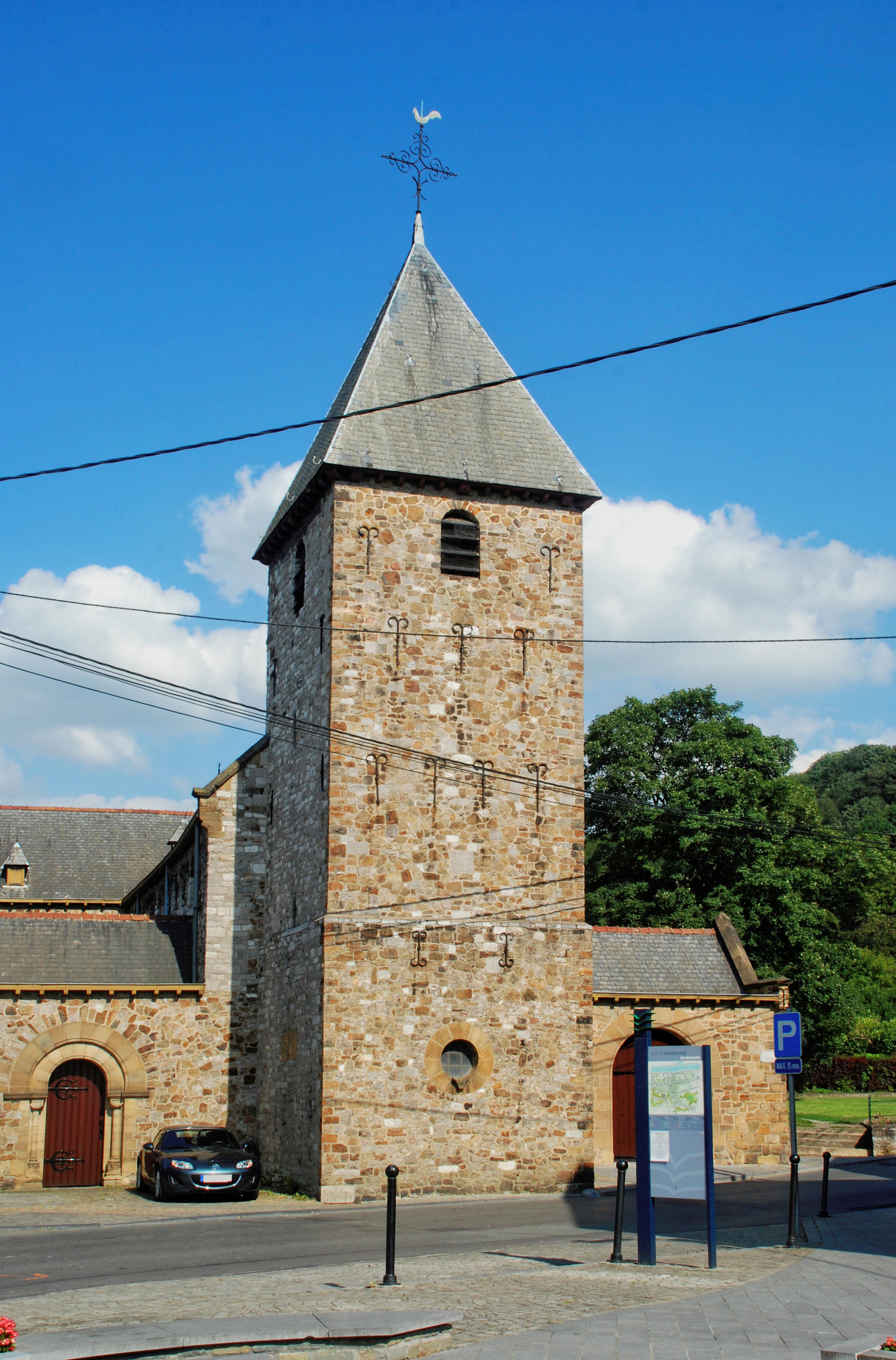
La face occidentale de la tour, en moellons bruns de 1923.
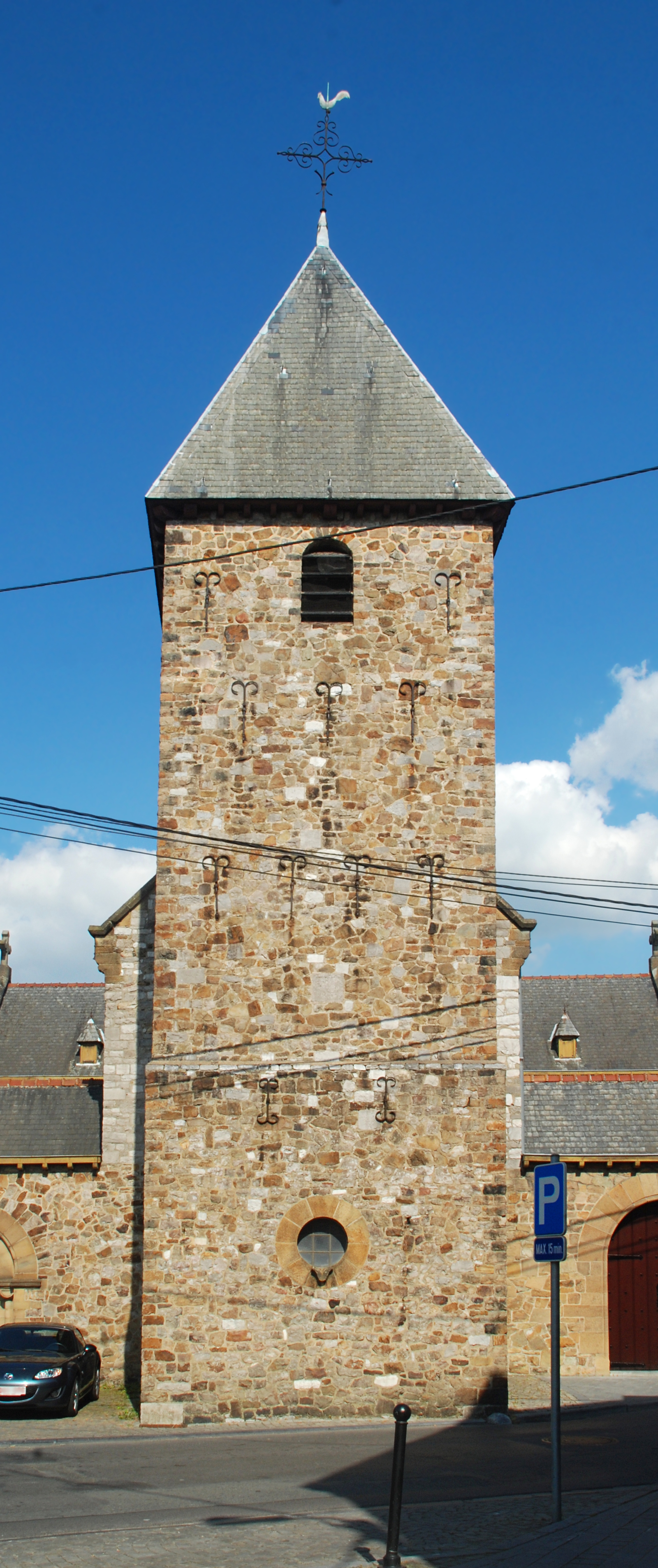
La tour vue de face.
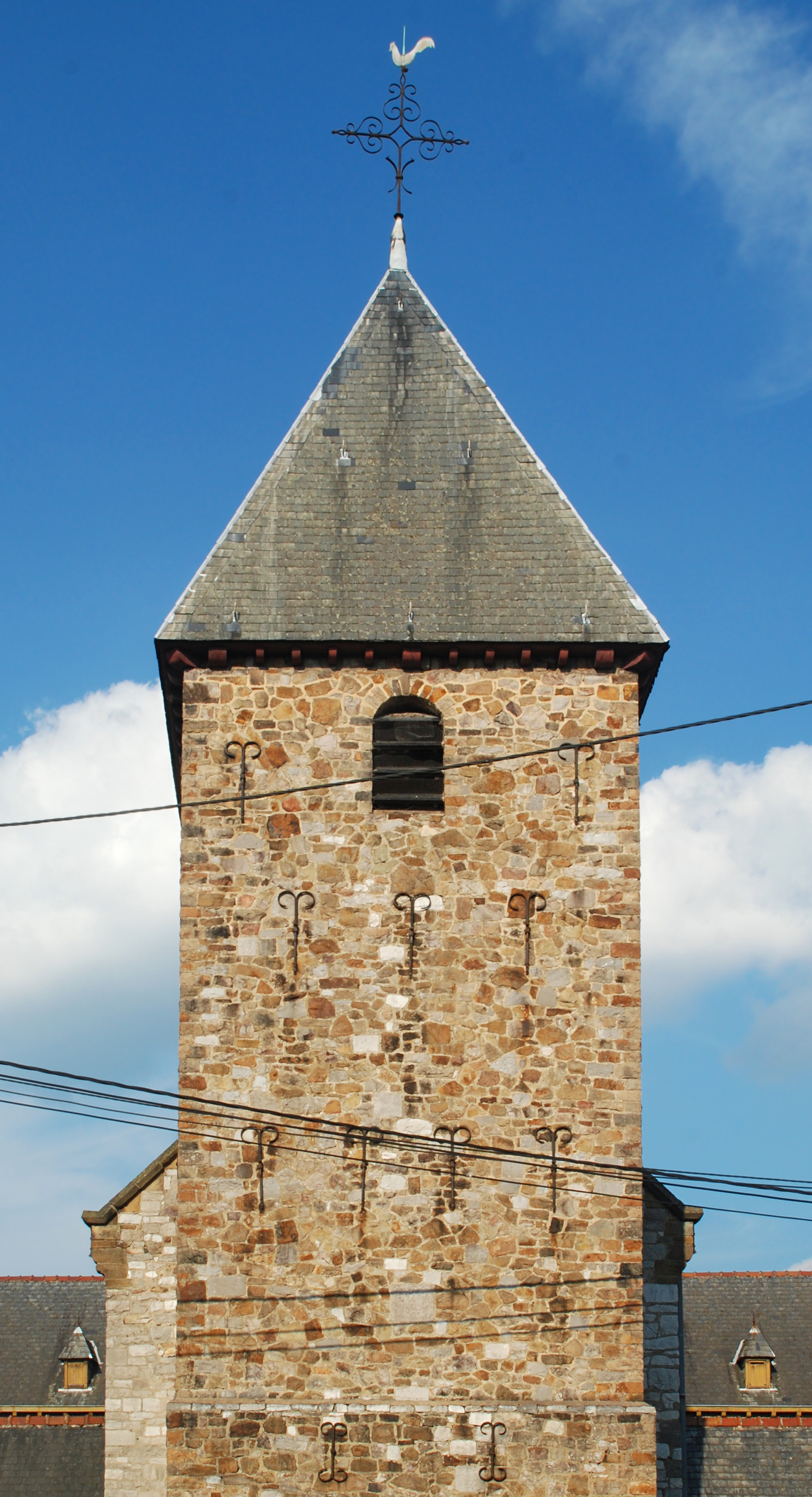
Le sommet de la tour.

### Façade sud et transept
La façade méridionale de la nef présente toutes les caractéristiques du « premier art roman » ou « premier âge roman », aussi appelé art roman lombard. Elle est en effet édifiée en moellon gris assemblés en appareil irrégulier et présente une belle décoration de bandes lombardes (surfaces de maçonnerie surmontées de petits arcs en plein-cintre et rythmées par des pilastres appelés lésènes) dans lesquelles s'insèrent les petites baies cintrées primitives.
Elle est cependant en grande partie masquée par les cinq chapelles latérales néo-romanes en moellons bruns construites en 1923. Chacune de ces chapelles est ornée de baies géminées ornées d'une colonnette à chapiteau cubique, surmontée d'une baie cintrée simple.
Dans l'axe de ces chapelles latérales se dresse le bras sud du transept, lui aussi de style néo-roman et également construit en en moellons bruns. Décoré de bandes lombardes néo-romanes, il est percé en son centre d'un triplet de baies cintrées.

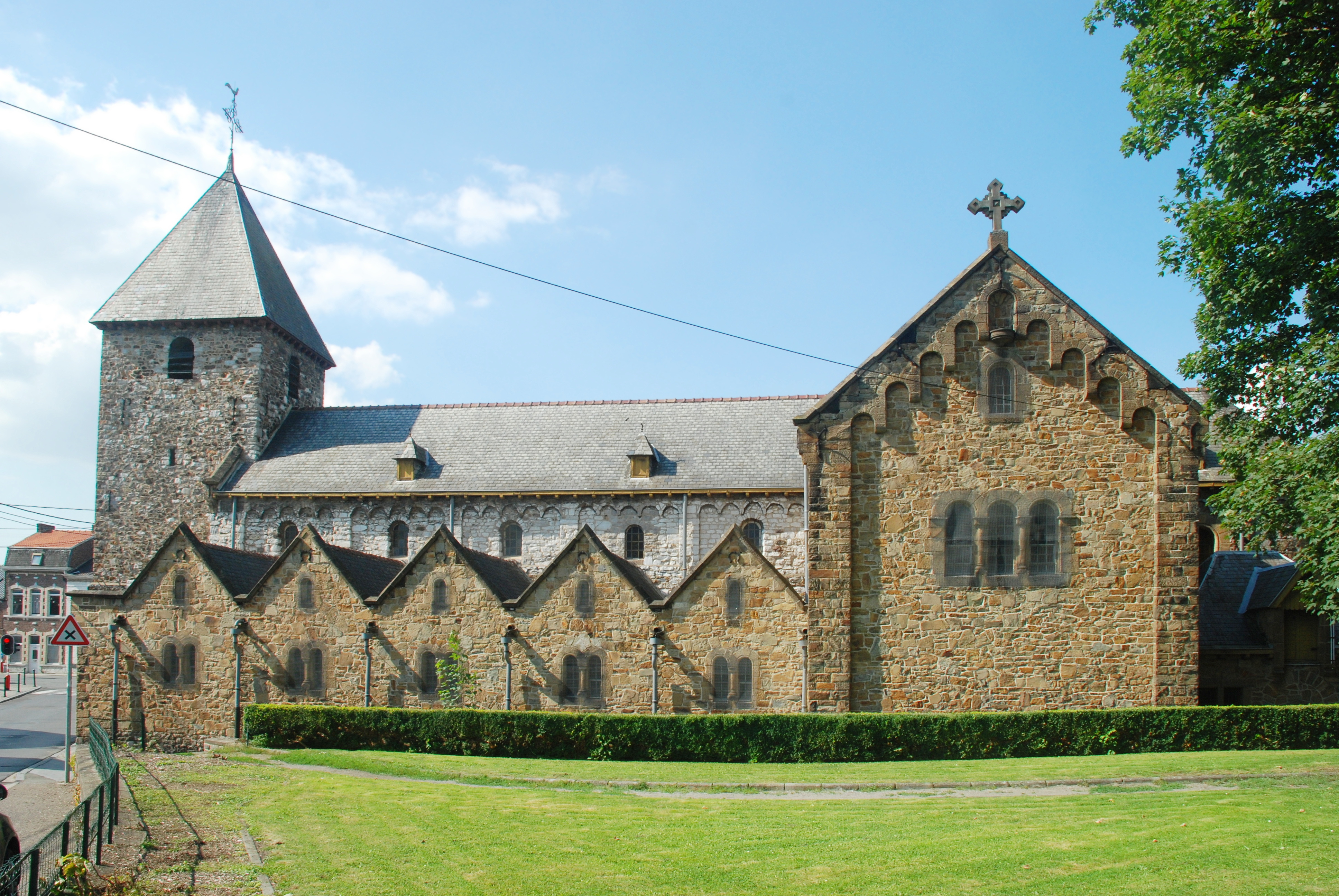
Contraste de couleur entre les parties d'époque romane et les parties modernes néo-romanes.
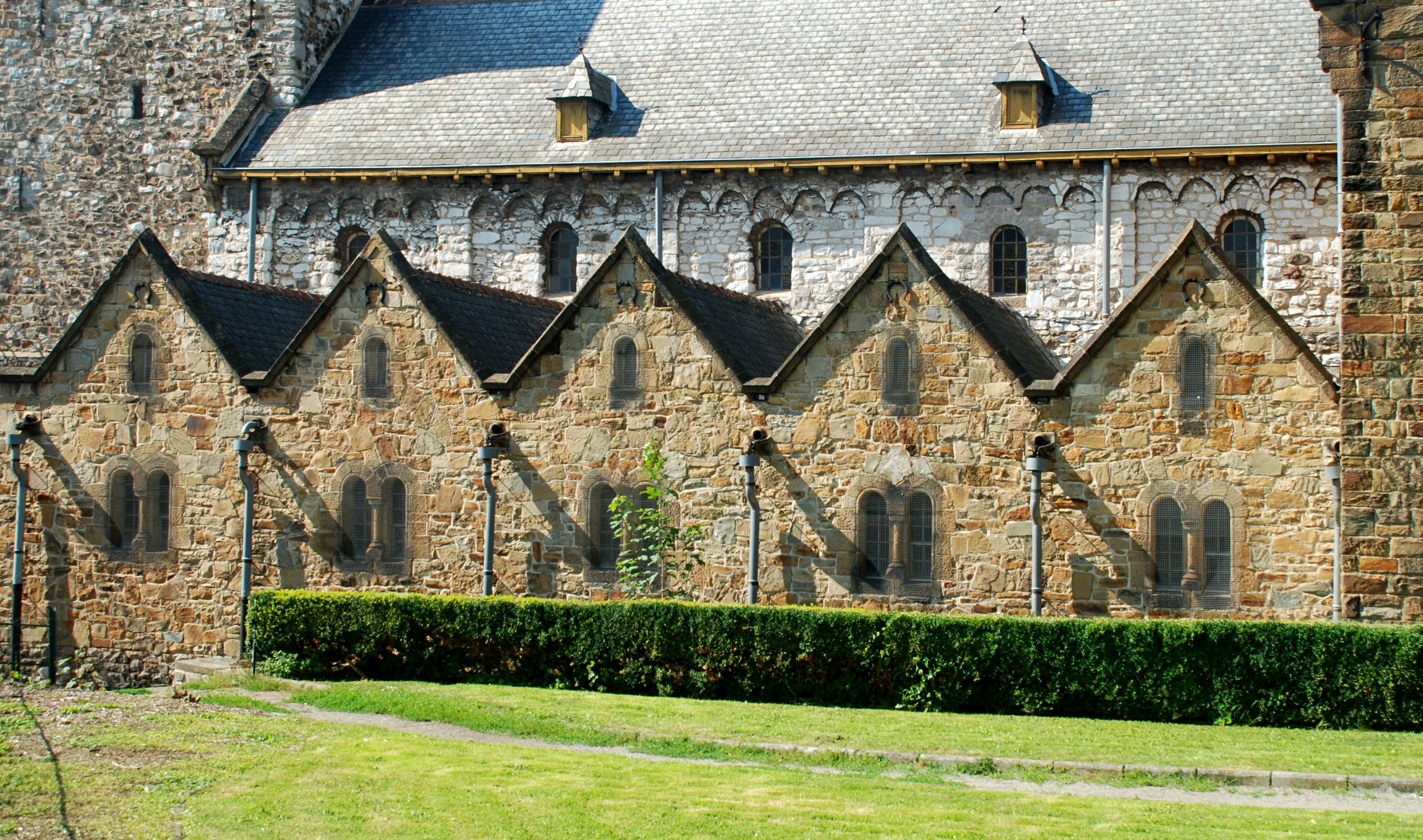
Le mur de la nef romane (en moellons gris) et les chapelles latérales néo-romanes (en moellons bruns).
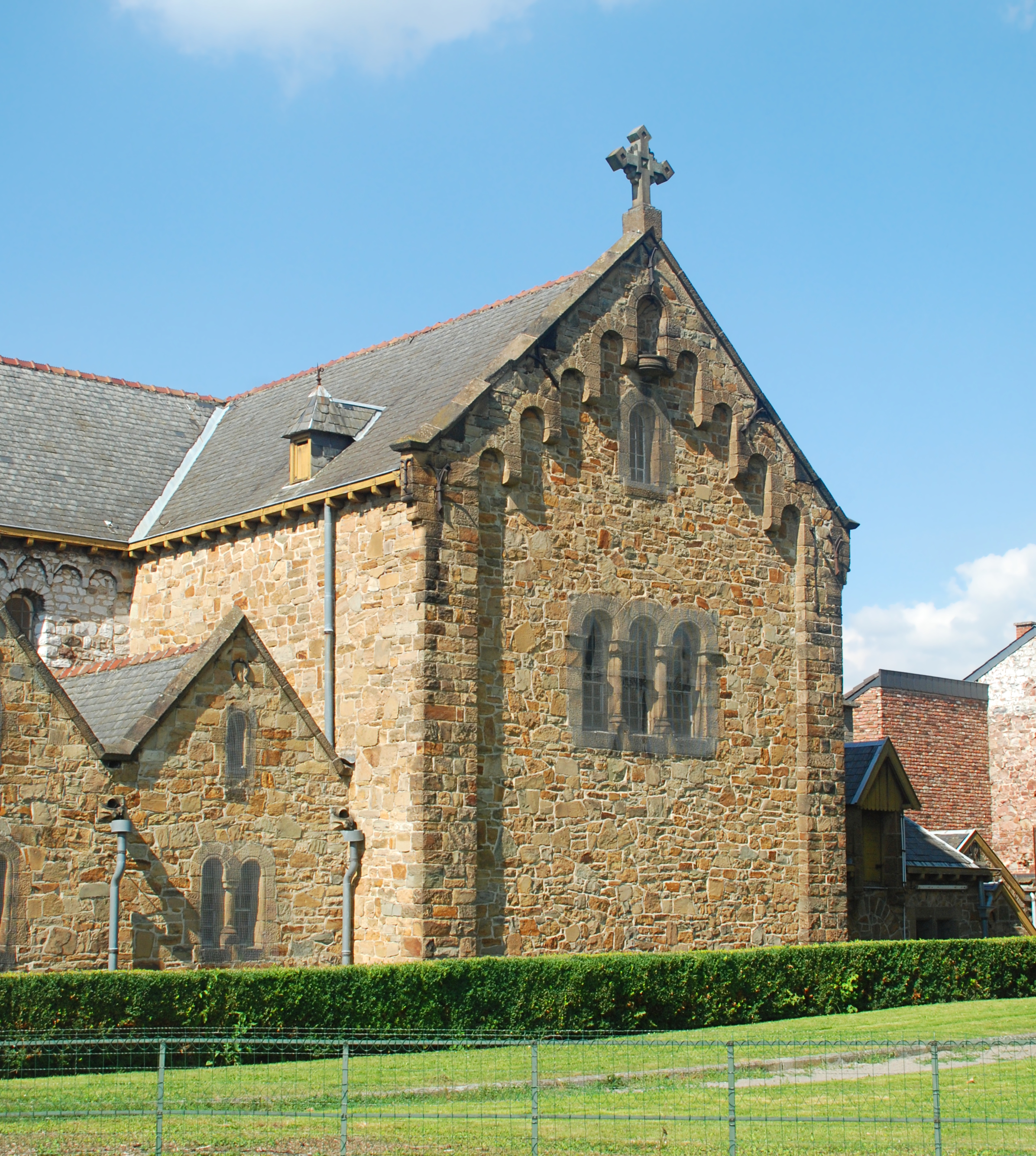
Le bras sud du transept néo-roman.

## Intérieur
La nef présente des arcades en plein cintre reprises au XVIe siècle par des colonnes gothiques dont la base et les chapiteaux sont octogonaux.
L'église abrite deux bénitiers gothiques du XVIe siècle portés par les colonnes du fond ainsi qu'un bénitier circulaire du XVIIe siècle.
On y trouve également de nombreuses pierres tombales datant du XVIe au  XVIIIe siècle.